# فيرجيل سنايدر
فيرجيل سنايدر (بالإنجليزية: Virgil Snyder)‏ هو رياضياتي وأستاذ جامعي أمريكي، ولد في 9 نوفمبر 1869 في ديكسون في الولايات المتحدة، وتوفي في 4 يناير 1950 في إثاكا في الولايات المتحدة.